# Václav Vejsada
Václav Vejsada (10. ledna 1921, Děčín – 14. srpna 1984, Kaproun) byl český novinář a spisovatel. Napsal mnoho povídek pro různé časopisy a také dětské knihy pod pseudonymem Václav Habr

## Život
Původně byl novinářem a autorem rozhlasových scének, od roku 1961 ředitelem Jihočeského krajského nakladatelství a od roku 1968 do roku 1970 ředitelem nakladatelství Růže v Českých Budějovicích, které vytvořil z původního Jihočeského nakladatelství a kde také působil jako neobyčejně zdatný tvůrce obchodní politiky nakladatelství. Roku 1970 byl v rámci normalizace odvolán.

## Dílo
- Lvice inkognito (1952), rozhlasový monolog.
- Zasedání zvláštní komise (1952), rozhlasová hra.
- Údolí bláznů (1968), novela z prázdninového stanování jedné rodiny v tzv. Údolí bláznů, kde tato rodina prožije příběh, ve kterém jde o život, napsáno pod pseudonymem Václav Habr.
- Sám sobě pomáhej (1970), napsáno pod pseudonymem Václav Habr na motivy výchovného chlapeckého románu Vasilije Ivanoviče Němiroviče-Dančenka, příběh o dospívání a zrání, o tom jak se ze zkaženého chlapce stane dospělý a zodpovědný mladý muž.